# Gynoplistia neojucunda
Gynoplistia neojucunda là một loài ruồi trong họ Limoniidae. Chúng phân bố ở miền Australasia.